# Salvador Sánchez (astronomo)
| 72804 Caldentey   | 11 aprile 2001  |
| 71855 Incamajorca | 31 ottobre 2000 |

Salvador Sánchez (...) è un astronomo spagnolo, direttore dell'Osservatorio astronomico di Maiorca.
Il Minor Planet Center gli accredita la scoperta di tre asteroidi, effettuate tra il 2000 e il 2001, di cui una in collaborazione con Manolo Blasco.